# Xã Waterford, Quận Erie, Pennsylvania
Xã Waterford (tiếng Anh: Waterford Township) là một xã thuộc quận Erie, tiểu bang Pennsylvania, Hoa Kỳ. Năm 2010, dân số của xã này là 3.920 người.